# Ô
Cette page contient des caractères spéciaux ou non latins. S’ils s’affichent mal (▯, ?, etc.), consultez la page d’aide Unicode.
Pour les articles homonymes, voir Ô (homonymie).
 (septembre 2024).
Si vous disposez d'ouvrages ou d'articles de référence ou si vous connaissez des sites web de qualité traitant du thème abordé ici, merci de compléter l'article en donnant les références utiles à sa vérifiabilité et en les liant à la section « Notes et références ».
Ô (en minuscule : ô), appelé O accent circonflexe, est un graphème de l’alphabet latin utilisé dans l’alphabet vietnamien comme lettre à part, et dans les alphabets du français ou du wallon comme variante de la lettre « O ». Elle est aussi utilisée dans plusieurs romanisations comme le Pe̍h-ōe-jī. Il s’agit de la lettre O diacritée d’un accent circonflexe.

## Utilisation

### Orthographes
En français, ‹ ô › se prononce /o/ et a parfois un rôle étymologique.
« Ô » est employé comme terme d'appel vocatif dans la littérature.
Alors, ô ma beauté ! dites à la vermine

Qui vous mangera de baisers,

Que j'ai gardé la forme et l'essence divine

De mes amours décomposés !
— Baudelaire, Une Charogne, Les Fleurs du Mal, 1861.
La chaîne France Ô utilisait cette lettre.
En slovaque, ‹ ô › marque la diphtongue /u̯o/.
En portugais, ‹ ô › marque à la fois l’accent tonique et le son /o/ (par opposition à ‹ ó › qui indique un /ɔ/ accentué).
En vietnamien, ‹ ô › se prononce /o/ (par opposition à ‹ o › qui se prononce /ɔ/). Cette lettre peut de plus porter un diacritique pour indiquer le ton : Ồ, Ổ, Ỗ, Ố, Ộ.

### Translittérations
Dans la norme ISO 9 de translittération des caractères cyrilliques en caractères latins l’o circonflexe ‹ ô › est utilisé pour translittérer la lettre o barré ‹ ө ›.
La méthode Kunrei (ou la norme ISO 3602), une des méthodes de romanisation du japonais, utilise l’accent circonflexe pour noter les voyelles longues et le o circonflexe ‹ ô › représente un o long.

## Représentations informatiques
Le O accent circonflexe peut être représenté avec les caractères Unicode suivants :
- Précomposé (supplément Latin-1) :

| Forme     | Représentation | Chaîne de caractères | Point de code | Description                                  |
| --------- | -------------- | -------------------- | ------------- | -------------------------------------------- |
| Majuscule | Ô              | Ô                    | U+00D4        | Lettre majuscule latine o accent circonflexe |
| Minuscule | ô              | ô                    | U+00F4        | Lettre minuscule latine o accent circonflexe |

- Décomposé (latin de base, diacritiques) :

| Forme     | Représentation | Chaîne de caractères | Point de code | Description                                              |
| --------- | -------------- | -------------------- | ------------- | -------------------------------------------------------- |
| Majuscule | Ô              | O◌̂                   | U+004F U+0302 | Lettre majuscule latine o diacritique accent circonflexe |
| Minuscule | ô              | o◌̂                   | U+006F U+0302 | Lettre minuscule latine o diacritique accent circonflexe |

Il peut aussi être représenté dans les anciens codages ISO/CEI 8859‑1, 2, 3, 4, 9, 10, 14, 15 et 16 :
- majuscule Ô : D4
- minuscule ô : F4

Il peut aussi être représenté avec des entités HTML :
- majuscule Ô : &Ocirc;
- minuscule ô : &ocirc;

Sous le système d'exploitation Windows, il peut être représenté à l'aide du raccourci Alt + 0212.